# 滇杨
滇杨（学名：Populus yunnanensis）又名云南白杨，为杨柳科杨属的植物，是中国的特有植物。分布在中国大陆的云南、贵州、四川等地，生长于海拔1,300米至2,700米的地区，部分可达3,700米。常生长在山地，喜温凉、湿润气候，目前尚未由人工引种栽培。
其种加词 yunnanensis 意为“云南的”。

## 保护
由于人类开发建设，造成滇杨天然资源减少。

## 用途
木材常用于造纸、建筑、胶合板以及家具。嫩芽分泌的强粘性脂类物质用于制作黄褐色染料。